# Andy Pettitte
Andrew Eugene Pettitte (Baton Rouge, Luisiana, 15 de junio de 1972), más conocido como Andy Pettitte, es un exjugador profesional estadounidense de béisbol que se desempeñó en la posición de lanzador en las Grandes Ligas de Béisbol (MLB). Logró obtener el premio MVP (jugador más valioso de la Serie de Campeonato de la Liga).

## Carrera
Pettitte jugó como profesional nueve temporadas en New York Yankees (1995-2003), después pasó a Houston Astros (2004-2006), luego regresó a New York Yankees, donde jugó seis temporadas (2007-2010, 2012-2013), y fue el equipo en el que se retiró.

## Premios
Fue galardonado con el MVP (jugador más valioso de la Serie de Campeonato de la Liga) en una oportunidad (2001).